# Kasarmintorin puisto
Le parc de la place de la caserne (finnois : Kasarmintorin puisto) est un parc du quartier Keskusta de Vaasa en Finlande.

## Présentation
Le parc Kasarmintori se compose de pelouses, de plantations d'arbres et d'arbustes. 
Au milieu du parc se trouve l'église Saint-Nicolas de la paroisse orthodoxe de Vaasa, conçue par Carl Axel Setterberg en 1862.
Il y a plusieurs monuments en bordure du parc du côté de Korsholmanpuistikko : la statue de Lotta Svärd sculptee en 2005 par Tea Helenelund, la pierre commémorative du bataillon de jägers de 1964 et trois murets séparés portant des plaques commémoratives honorant les troupes de Vaasa conçu par Annikki Nurminen. 
Le mur traditionnel du département des troupes a été érigé pour présenter les départements et unités des troupes de guerre et de paix qui ont été établis ou ont opéré à Vaasa. Le mur traditionnel a été conçu par l'architecte Annikki Nurminen. La statue de Lotta Svärd est réalisée par le sculpteur Tea Helenelund. Lui-même a également agi comme une loterie radio.
Des deux côtés du mur se trouvent quatre canons de campagne qui proviennent du butin de guerre de 1918.